# Meri Arabidze
Meri Arabidze, gruz. მერი არაბიძე (ur. 25 lutego 1994 w Samtredii) – gruzińska szachistka, arcymistrzyni od 2012, posiadaczka męskiego tytułu mistrza międzynarodowego od 2014 roku.

## Kariera szachowa
Wielokrotnie reprezentowała Gruzję na mistrzostwach świata i Europy juniorek w różnych kategoriach wiekowych, zdobywając 13 medali:
- 6 złotych – Heraklion 2004 (MŚ do 10 lat), Ürgüp 2004 (ME do 10 lat), Belfort 2005 (MŚ do 12 lat), Herceg Novi 2006 (ME do 12 lat), Herceg Novi 2008 (ME do 14 lat), Caldas Novas 2011 (MŚ do 18 lat),
- 7 srebrnych – Herceg Novi 2005 (ME do 12 lat), Kemer 2007 (MŚ do 14 lat), Vũng Tàu 2008 (MŚ do 14 lat), Fermo 2009 (ME do 16 lat), Antalya 2009 (MŚ do 16 lat), Batumi 2010 (ME do 16 lat), Albena 2011 (ME do 18 lat).

W 2006 r. zwyciężyła w międzynarodowym turnieju juniorów w Poti (Puchar Nany Aleksandrii), natomiast w 2008 r. zdobyła tytuł mistrzyni Gruzji juniorek do 16 lat. Normy na tytuł arcymistrzyni wypełniła w 2011 r. w Tbilisi (podczas indywidualnych mistrzostw Europy) oraz w 2012 r. w Anaklii (podczas finału indywidualnych mistrzostw Gruzji, w którym zdobyła srebrny medal).
Wielokrotnie reprezentowała Gruzję w turniejach drużynowych, m.in.:  na drużynowych mistrzostwach świata (w roku 2015) oraz  na drużynowych mistrzostwach Europy (w roku 2013).
Najwyższy ranking w dotychczasowej karierze osiągnęła 1 sierpnia 2014 r., z wynikiem 2411 punktów zajmowała wówczas 59. miejsce na światowej liście FIDE, jednocześnie zajmując 7. miejsce wśród gruzińskich szachistek.